# Naum (Ilijewski)
Naum, imię świeckie Zwonimir Ilijewski (ur. 13 grudnia 1961 w Skopju) – duchowny Macedońskiego Kościoła Prawosławnego, od 1995 metropolita Strumicy. Święcenia diakonatu przyjął w 1993, a prezbiteratu 1 sierpnia 1995.
Chirotonię biskupią otrzymał 27 sierpnia 1995.